# Dieter Bäuerle
Dieter W. Bäuerle (auch Baeuerle; * 2. Mai 1940 in Chemnitz; † 10. Juni 2023 in Tübingen) war ein deutsch-österreichischer Physiker, der in verschiedenen Bereichen der Physik und physikalischen Chemie tätig war. Er war maßgeblich an der Erforschung von Laser-Materie-Wechselwirkungen beteiligt.

## Leben
Bäuerle studierte Physik an der Universität Stuttgart und wurde dort 1969 zum Doktor der Naturwissenschaften promoviert. Anschließend ging er als Max-Kade-Stipendiat an die Cornell University in Ithaca, New York (1969–1971). Nach Tätigkeiten bei Philips Research und Habilitation an der RWTH Aachen 1973 folgte er 1975 einem Ruf auf eine Professur für Experimentalphysik an der Universität Osnabrück. Von 1978 bis zu seiner Emeritierung 2008 leitete er das Institut für Angewandte Physik an der Johannes-Kepler-Universität Linz, Österreich.
Bäuerle gilt als Pionier auf dem Gebiet laserinduzierter chemischer Prozesse an Grenzflächen. Er verfasste dazu die erste Monographie (1986) mit nachfolgenden Auflagen. Er und sein Team demonstrierte 1980 erstmals die direkte Herstellung von 3D-Strukturen durch laserinduzierte Abscheidung aus der Gasphase, dem LCVD-Prozess (Laser-induced Chemical Vapour Deposition); diese Arbeiten waren der Beginn des 3D-Drucks. Darüber hinaus lieferte er Beiträge auf den Gebieten Quantenoptik, Festkörperphysik, der physikalischen Chemie und Medizintechnik.
Seit 1998 ist er Mitglied der Academy of Sciences, New York; seit 1991 Christian Doppler-Senior-Fellow; Ehrendoktor der Universität Bukarest (2002); Professor Honorario der Universidad Cesar Vallejo, Trujillo, Peru (2004), Mitglied der Heisenberg-Gesellschaft, München (1018). Er erhielt mehrere weitere Auszeichnungen, u. a. Adolf-Schärf-Preis für Wissenschaft (1984). Er war Gastprofessor in Paris, Lecce und Russel S. Springer Professor in Berkeley. Dieter Bäuerle war Herausgeber/Mitherausgeber von zahlreichen wissenschaftlichen Zeitschriften und Büchern. Er war u. a., Mitglied im Rat der Europäischen Physikalischen Gesellschaft (EPS, 1979–1983), im Komitee der Semiconductors and Insulators Section der EPS (1980–1986) und der European Materials Research Society (E-MRS, 1982–1987), im Kuratorium der Deutschen Physikalischen Gesellschaft (DPG, 1998–2004) und des National Institute of Advanced Industrial Science and Technology (AIST, 1997–2003), Japan.
2003 gründete er die GAP (gemeinnützige Gesellschaft für Angewandte Physik) und 2016 die Dieter W. Bäuerle Stiftung/Dieter W. Baeuerle Foundation an der Eberhard Karls Universität Tübingen und 2019 die Dieter W. Baeuerle Stiftung für Wissenschaft und Kunst.

## Publikationen
- Laser Processing and Chemistry. Springer, ISBN 978-3-642-17612-8.
- Laser: Grundlagen und Anwendungen in Photonik, Technik, Medizin und Kunst – Bäuerle – Wiley Online Library. doi:10.1002/9783527661619.
- mit G. Leyendecker, P. Geittner, H. Lydtin: Laser induced chemical vapor deposition of carbon. In: Applied Physics Letters. Band 39, Nr. 11, S. 921–923, doi:10.1063/1.92607.
- mit G. Leyendecker, D. Wagner, E. Bauser, Y. C. Lu: Laser grown single crystals of silicon. In: Applied Physics A. Band 30, Nr. 3, 1. März 1983, ISSN 0947-8396, S. 147–149, doi:10.1007/BF00620533.
- Laser Processing and Diagnostics – Proceedings of an International Conference. Springer, ISBN 978-3-642-82383-1.
- mit R. Hübner: Isotope Splitting of the F-Center In-Gap Mode in KI and KBr. In: Physical Review B. Band 2, Nr. 10, S. 4252–4262, doi:10.1103/physrevb.2.4252.
- mit R. Migoni, H. Bilz: Origin of Raman Scattering and Ferroelectricity in Oxidic Perovskites. In: Physical Review Letters. Band 37, Nr. 17, S. 1155–1158, doi:10.1103/physrevlett.37.1155.
- Pulsed-laser deposition and characterization of high-temperature superconductors. In: Superconductor Science and Technology. Band 11, Nr. 10, 1. Januar 1998, ISSN 0953-2048, S. 968, doi:10.1088/0953-2048/11/10/014 (iop.org [abgerufen am 20. April 2017]).
- mit S. Gigan, H. R. Böhm, M. Paternostro, F. Blaser, G. Langer: Self-cooling of a micromirror by radiation pressure. In: Nature. Band 444, Nr. 7115, 2. November 2006, ISSN 0028-0836, S. 67–70, doi:10.1038/nature05273.
- mit J. Heitz, E. Arenholz: Fluorpolymer-Beschichtungen mit guter Haftung und Abriebfestigkeit für den Einsatz in der Medizin, Patent AT 406.756 B (2000)
- mit D. Elvers, L. Remer, N. Arnold: Laser microdissection of biological tissues: process optimization. In: Applied Physics A. Band 80, Nr. 1, 1. Januar 2005, ISSN 0947-8396, S. 55–59, doi:10.1007/s00339-004-3017-z (deepdyve.com [abgerufen am 20. April 2017]).